# Kąpiel mrówkowa

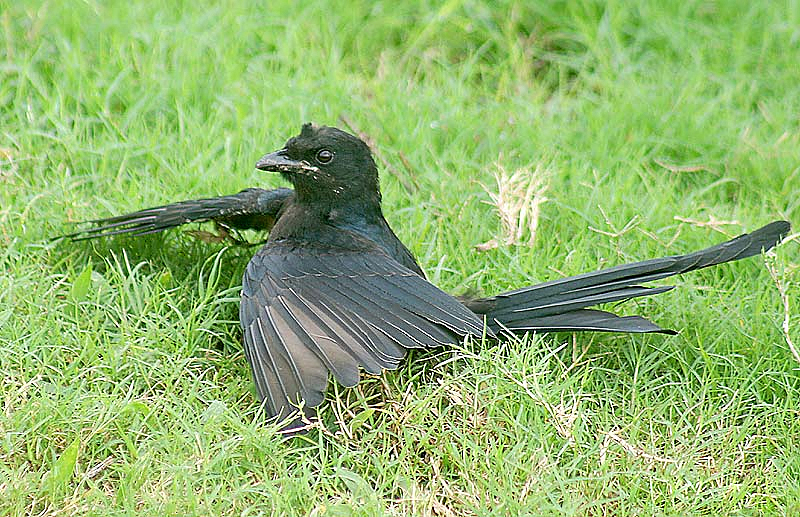
Dziwogon czarny (Dicrurus macrocercus) zażywający kąpieli mrówkowej w typowej postawie

Kąpiel mrówkowa (mrówkowanie) – zachowanie typowe dla ptaków wróblowych. Polega ono na tym, że ptak pozwala mrówkom wejść w upierzenie, a nawet kładzie się i rozkłada skrzydła. Najprawdopodobniej ma to na celu uwolnienie kwasu mrówkowego i zabicie pasożytów żyjących w piórach ptaka.